# YC-14 (航空機)
ボーイング　YC-14
Boeing　YC-14
- 用途：短距離離着陸輸送機
- 分類：短距離離着陸機
- 製造者：ボーイング社
- 運用者：アメリカ空軍
- 初飛行：1976年8月9日
- 生産数：2機
- 運用開始：1976年（テスト開始年）
- 退役：1979年
- 運用状況：退役

YC-14は、アメリカ空軍の「先進中型短距離離着陸輸送機計画」(AMST, Advanced Medium STOL Transport)に基づいてボーイングが製造した軍用輸送機である。2機が試作された。
マクドネル・ダグラスの開発したYC-15と共に競争試作が行われたが、両機とも正式採用はされなかった。

## 概要
アメリカ空軍は1968年にC-130を代替する「先進中型短距離離着陸輸送機計画」を開始した。1972年に各社に提案要求がなされ、それにボーイング及びマクドネル・ダグラスの提案が採用された。ボーイング案がYC-14、マクドネル・ダグラス案がYC-15として開発されることとなった。
YC-14の特徴は、主翼の前縁上部にターボファンエンジンを搭載し、USB方式によって高揚力を確保することである。ジェット排気をコアンダ効果により、主翼上面からフラップを通じて下方へ導くというUSB方式は、高揚力を確保でき、STOL性能の大幅な向上がもたらされる。2基のエンジンは通常の双発機よりも大幅に内側に寄せた位置に配置され、どちらかのエンジンが停止した片発停止時であってもUSB方式による揚力増加を及ぼせるように設計されていた。尚、フラップには二重隙間フラップが用いられており、また主翼外縁にはBLC制御を併用していた。主翼断面形状にはスーパークリティカル翼が用いられている。
USB方式の欠点として、YC-15の用いていたEBF(Externally Blown Flaps)方式と比較すると、エンジンの排気口の一部が主翼によってふさがれた形となっているために、巡航時の推力ロスが起きることが挙げられている。
試作機は1976年8月9日に初飛行を行い、1977年まで各種試験に用いられた。しかしながら、短距離離着陸性能の過度の追求による高コストがネックとなり、結局1979年にはAMST計画は中止となり、本機の開発も中止された。これについては、ベトナム戦争における特殊条件を考慮しすぎたという評がなされている。
YC-14は2機が製造され、試験終了後は1機がデビスモンサン空軍基地で保管され、もう1機はアリゾナ州ツーソンのピマ航空宇宙博物館で展示されている。

## 要目
- 全長：40.1 m
- 全幅：39.3 m
- 全高：14.7 m
- 最大離陸重量：113.85 t
  - STOL離陸時：77.1 t

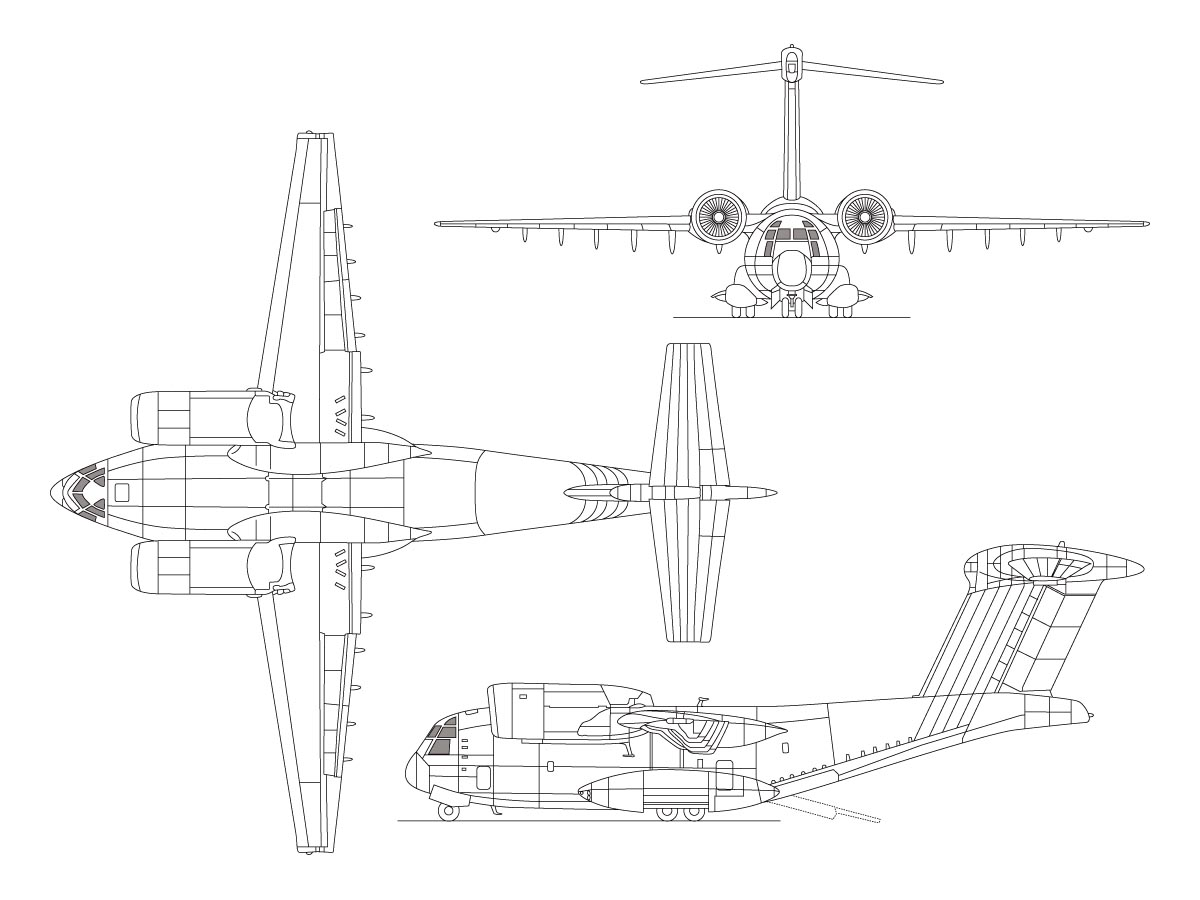
YC-14 三面図

- 最大積載量：36.741 t ないし 武装兵員 150 名
  - STOL離陸時：12.247 t
- エンジン：GE CF-6-50D ターボファンエンジン（推力：23 t）2 基
- 最高速度：811 km/h
  - 巡航速度：723 km/h
- 上昇力：1,935 m/min
- 実用上昇限度：13,716 m（45,000 フィート)
- 航続距離：5,314 km
- 乗員：3名